# Skärgårdsmossa
Skärgårdsmossa (Glyphomitrium daviesii) är en bladmossart som beskrevs av Bridel 1819 [1818. Enligt Catalogue of Life ingår Skärgårdsmossa i släktet skärgårdsmossor och familjen Ptychomitriaceae, men enligt Dyntaxa är tillhörigheten istället släktet skärgårdsmossor och familjen Rhabdoweisiaceae. Arten har ej påträffats i Sverige. Inga underarter finns listade i Catalogue of Life.